# Arena (Fernsehsendung)

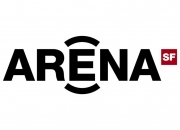
Logo der Politsendung

Die Arena ist eine politische Diskussionssendung von Schweizer Radio und Fernsehen zu aktuellen Themen. Sie wird jeden Freitag um 22.25 Uhr auf SRF 1 ausgestrahlt. In die Sendung werden jeweils prominente Politiker, Experten und Betroffene eingeladen, um über ein aktuelles Thema der Schweizer Politik zu diskutieren. Im Vorfeld eines Urnengangs werden üblicherweise Sendungen den Themen der kommenden Abstimmungen gewidmet. In der Mitte stehen sich zwei bis fünf Hauptkontrahenten gegenüber, im Ring darum stehen weitere Politiker und Experten. Der Name Arena weist auf die konfrontative Art der Diskussionssendung hin.
Die Arena ist zu einem bedeutenden Faktor der politischen Meinungsbildung in der Deutschschweiz geworden, so dass von Schweizer Parlamentariern häufig «Arenatauglichkeit» verlangt wird.

## Geschichte
Die Arena entstand 1993 als Weiterentwicklung der Sendung «Freitagsrunde». Neuerungen gegenüber der «Freitagsrunde» waren der Wegfall von Aussenproduktionen, der Ersatz des wechselnden Moderatorenteams durch Filippo Leutenegger, das Arena-artige Dekor mit Zuschauern und die Zuspitzung auf eine Konfrontation von zwei (oder vier) Exponenten der Politik. Die Sendung hatte auf Anhieb Erfolg und verdoppelte den Zuschaueranteil.
Filippo Leutenegger moderierte die Arena bis 1999. Danach übernahm Patrick Rohr bis 2002 die Moderation. Die Zahl der Diskussionsteilnehmer in der ersten Reihe wurde vergrössert auf sechs oder mehr. In der Folge sank der Marktanteil. 2002 wurde Urs Leuthard neuer Arena-Moderator. Das Konzept wurde vorerst beibehalten, die Zahl der Kontrahenten dann aber doch reduziert. Das Arena-Team bestand nebst dem Moderator aus den beiden Produzentinnen Marianne Gilgen und Franziska Ingold sowie der Produktionsassistentin Katharina Haag.
Von April 2008 bis Ende 2010 moderierte Reto Brennwald die Arena. Von 2009 bis 2014 war Sonja Hasler die Moderatorin der Sendung. Im Februar 2011 stiess Urs Wiedmer dazu, er moderierte die Sendung abwechselnd mit Hasler. Redaktionsleiterin ist seit April 2008 Marianne Gilgen. Im Sommer 2008 wurde das Konzept der Diskussion sowie das Studio überarbeitet. Das Konzept ähnelt dem des westschweizerischen Infrarouge auf TSR 1.
Von Anfang 2014 bis Ende April 2019 wurde die Sendung von Jonas Projer moderiert und konzeptionell stark überarbeitet. Neu gibt es zwei Experten sowie nur noch 4 Gäste im inneren Ring und 2–3 im äusseren. Seit Mai 2019 ist Sandro Brotz der Moderator.

## Moderatoren
- 1993–1999 – Filippo Leutenegger (auch Redaktionsleitung)
- 1993 Anton Schaller (Stellvertretung)
- 1999–2002 – Patrick Rohr
- 2002–2008 – Urs Leuthard (auch Redaktionsleitung)
- 2008–2010 – Reto Brennwald
- 2011–2013 – Urs Wiedmer (Co-Moderation)
- 2009–2014 – Sonja Hasler (Co-Moderation)
- 2014–2019 – Jonas Projer
- seit 2019 – Sandro Brotz
- seit 2024 – Mario Grossniklaus (Vertretung)

## Kritik
Moderator Jonas Projer wurde seitens einiger sozialdemokratischer Politiker und der TagesWoche dafür kritisiert, der Schweizerischen Volkspartei (SVP) durch eine tendenziöse Themensetzung eine zu prominente Plattform zu bieten.
Dagegen wurde von bürgerlicher und insbesondere SVP-naher Seite kritisiert, dass mit Sandro Brotz ein Moderator die Sendung übernommen habe, der angeblich wiederholt durch tendenziös linke Berichterstattung aufgefallen sei.